# بيان الشعب الجزائري 1943
بيان فيفري 1943، أو بيان الشعب الجزائري، هو بيان أصدرته النخب السياسية الجزائرية يوم 10 فبراير عام 1943م يطالب فرنسا والحلفاء بحقوق الجزائريين خاصة حق تقرير المصير.

## الخلفية السياسية
نشأ وضع جديد في مستعمرة الجزائر مع اندلاع الحرب العالمية الثانية، ففرنسا طالبت النخب الجزائرية بإعلان تأييدهم لها والدعوة إلى القتال إلى جانبها، وهو أمر لم يلق حماسا لدى الجزائريين الذين عانوا من سياسات فرنسا الاستعمارية في الجزائر التي لم تتغير منذ القرن التاسع عشر. ظلت قياداتهم الدينية على الحياد معتبرة الحرب ليست حرب الجزائريين، وأعلن حزب الشعب الجزائري رفضه للتجنيد. على الجانب الآخر أيد جزء من النخبة الجزائرية الوقوف إلى جانب فرنسا وتطوع للقتال، وفرضت السلطات الفرنسية قانون الطوارئ وحظرت النشاط السياسية، ونجحت في تجنيد جزائريين للقتال. بعد استسلام فرنسا حاول الجزائريون التفاوض مع حكومة فيشي من أجل الحصول على حقوق سياسية، إلا أنها ماطلت الجزائريين الذين تخوفوا من تقسيم الجزائر بين حكومة فيشي ودول المحور. استجاب جزء من النخب الجزائرية لميثاق الأطلسي الذي وقعه روزفلت وتشرشل واعدين الشعوب بالحرية بعد هزيمة ألمانيا النازية، ومال حزب الشعب بقيادة فرحات عباس إلى اتخاذ صف الحلفاء للاستفادة من ضعف فرنسا والوعود الأمريكية البريطانية، وجرت مراسلات مع القنصل الأمريكي حول سبل تطبيق الميثاق الأطلسي في الجزائر. اتضح للجزائريين زيف هذه الوعود بعد نزول قوات الحلفاء في قسنطينة نوفمبر 1942 وسقوط حكومة فيشي هناك، حيث وقف الحلفاء على الحياد في الشان الجزائري الفرنسي ورفضت فرنسا التفاوض مع الجزائريين الذين طالبوا بإصلاحات سياسية تتضمن المساواة والحريات السياسية والعدالة الاجتماعية مقابل مشاركتهم في الحرب إلى جانب فرنسا. مع تعنت الفرنسيين والحلفاء أجرى فرحات وحزب الشعب اتصالات مع زعماء التنظيمات السياسية الوطنية والنواب والعلماء، مثل مصالي الحاج والشيخ اإلبراهيمي واتفقوا على نشر ميثاق جديد حرره فرحات عباس، يتضمن «مطالب الشعب الجزائري»، صدر في 10 فيفري 1943، وسُلّم إلى الوالي العام الفرنسي بالجزائر، مارسيل بيروتون، ونسخا لممثلي حكومة فرنسا الحرة وممثلي بريطانيا والولايات المتحدة الأمريكية.(ص.7، 11-18)(ص.29-39)

## محتوى البيان
اتخذ البيان طابعا إصلاحيا، حيث رأت الطبقة السياسية في الجزائر ضرورة وضع برنامج سياسي يطرح مشكلة النظام المقبل. يلخص البيان حصيلة 112 عاما من السياسة الاستعمارية الفرنسية في البلاد والعلاقة بين الجزائريين والمستعمر الفرنسي، وتضمنت مطالبه:(ص.25-27)(ص.61-64)
- إدانة الاستعمار على مختلف أشكاله والعمل على تصفيته.
- تطبيق مبدأ تقرير المصير على جميع الشعوب.
- منح الجزائريين دستورا خاصا بها يضمن حرية جميع السكان والمساواة بينهم.
- الإفراج عن المعتقلين السياسيين من جميع الأحزاب.
- إلغاء الملكيات الإقطاعية والقيام بإصلاحات زراعية.
- الاعتراف باللغة العربية لغة رسمية بالمساواة مع الفرنسية.
- حرية الصحافة وحق الاجتماع.
- حرية العبادة لجميع السكان وتطبيق مبدأ فصل الدين عن الدولة بالنسبة للدين الإسلامي، والتعليم المجاني والإجباري لجميع الأطفال.
- المشاركة الفاعلة للجزائريين في حكومة بلدهم.

## أهمية البيان التاريخية
يعد البيان خطوة مهمة في تطور الحركة الوطنية الجزائرية وتبلور مطالبها الوطنية العابرة للأيديولوجيات والجهويات والأديان والمعبرة عن تطلعات مختلف الطبقات الشعبية، ويوافق بين التوجهات الثورية والإصلاحية فيها. كذلك يعد نهاية لمرحلة الفراغ السياسي التي سادت منذ اندلاع الحرب العالمية، إذا أسس لحركة شعبية واسعة ضمت قطاعات مجتمعية جزائرية مختلفة.(ص.28)

## ردود الفعل
تسلم الوالي بيوتون أول نسخة رسمية من البيان في 31 مارس 1943، وأرسل منه نسخا إلى ممثلي الولايات المتحدة وبريطانيا والاتحاد السوفييتي، وأرسلت منه نسخا إلى الجنرال ديغول وإلى الحكومة المصرية. رحبت السلطات الفرنسية ظاهريا بمحتوى البيان واعتبه بيروتون «وثيقة صالحة» ستؤخذ بعين الاعنبار أساسا لدستور الجزائر، وأمر بتشكيل لجنة بحث سميت بلجنة البحث الاقتصادي والاجتماعي الإسلامي اجتمعت مرتين في أفريل وجوان من نفس العام. كذلك سلم أصحاب البيان إياه إلى الجنرال ديغول الذي جاء إلى الجزائر في 30 مارس 1943 وإلى كاترو الذي خلف بيروتون في منصبه. تراجع استعداد فرنسا للتفاوض مع التقدم الذي أحرزه الحفاء على جبهات القتال، وأعلن كاترو الذي كان يميل إلى مشروع «فيوليت» لدمج الجزائريين بفرنسا سلسلة من الإجراءات الاصلاحية أهمها مساواة الجزائريين في الأجور مع الأوروبيين وتسهيل حصولهم على الجنسية الفرنسية، ما أعتبره الجزائريون دون تطلعاتهم، وأدى إلى مقاطعة النواب للإدارة الفرنسية وموجة احتجاجات قمعها كاترو.
أما الجنرال ديغول فقد رد من خلال زيارته لقسنطينة في أفريل 1943 والإعلان عن تأسيس لجنة لدراسة الشؤون الأهلية سميت الللجنة افرنسية للتحرير الوطني CFLN. وفي 7 مارس 1944 أصدر ديغول مرسوما يقضي بمنح المواطنة الفرنسية للنخبة الجزائرية (65000 جزائري) دون التخلي عن أحوالهم الشخصية الإسلامية، وزيادة عدد الممثلين الجزائريين في المجالس النيابية (رفع عدد الناخبين الجزائريين إلى 1.5 مليون ناخب)، ومنح استفادات مالية للمحاربين الجزائريين، واعتبر ديغول ان هذا هو أقصى ما يمكن تحقيقه للجزائريين داخل الإطار الفرنسي.(ص.28-36)

## حركة أحباب البيان والحرية
رفضت القوى الوطنية الجزائرية مرسوم 7 مارس واعتبرته استمرارا للمشاريع الإدماجية، وفي 14 مارس 1944 أسس فرحات عباس بالتعاون مع مصالي الحاج والشيخ الابراهيمي «حركة أحباب البيان والحرية»، وهي حركة علنية بخلاف حزب الشعب الذي كان محظورا، ضمت جميع العناصر التي ساهمت في إعداد البيان. عقدت الحركة مؤتمرها الأول في 2 مارس 1945، وهدفت إلى التأكيد على مطالب فيفري والدفاع عنها العمل على خلق تيار شعبي حولها، والترويج لفكرة دولة جزائرية مستقلة مرتبطة بروابط فدرالية مع فرنسا. ضمت الحركة كل التيارات السياسية الجزائرية باستثناء الشيوعيين. استمرت الحركة بالنشاط العلني إلى أن حظرتها السلطات الفرنسية بتهمة الضلوع في انتفاضة مايس 1945 (أنظر مجازر صطيف).{(ص.39-43)